# 海水準変動

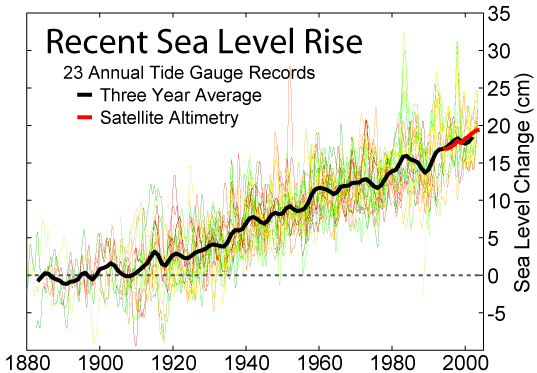
地質学的に安定している（隆起・沈降が小さい23の潮位観測点で計測された海水準。年約2mmずつ上昇している。

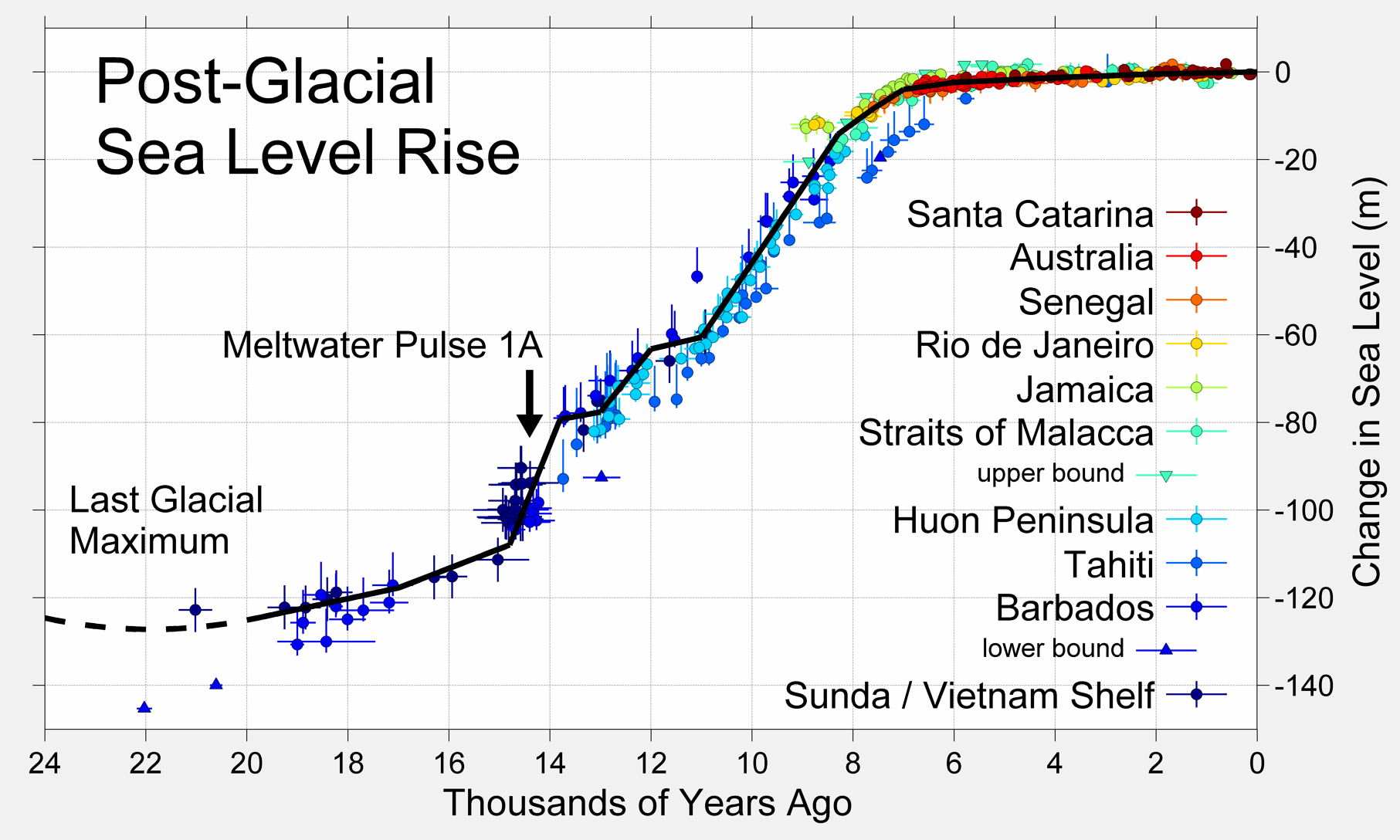
最終氷期以降の海水準の変化

海水準変動（かいすいじゅんへんどう）という言葉は、主に地質時代の世界的な海水準（陸地に対する海面の相対的な高さ）の変化に対して用いられる。海水準が上昇することは海進（かいしん）、下降することは海退（かいたい）と呼ばれる。
現在および未来の海水準変化の予測の際に、過去の海水準の変化を明らかにすることの重要性が認識されるようになった。古気候の研究者は現在を氷河時代とみなし、地質時代の中でも海水準は比較的低く、海水準の上昇と低下が頻繁に起こる時代と認識している。過去の記録から、およそ1万8千年前の最終氷期最盛期から6千年前までの間にかけて、海水準が120m以上上昇したことがわかっている。3千年前以降19世紀までの海水準の変動率はほぼ一定で0.1-0.2 mm/年程度であったが、1900年以降は1-3 mm/年と上昇している（右図）。

## 堆積物の記録
地質学者は長い間、堆積物に明らかな周期性を見出しその原因を説明しようとしてきた。この周期性は、主に海水準の上昇と低下のプロセスを堆積過程で反映しているという説が有力である。その記録から、海水準が驚くほど低い時期と現在よりかなり高かった時期の繰り返しがあり、この様な現象はしばしば世界規模で起こったことがわかってきた。たとえば、1万8千年前の最終氷期最盛期には地球全体の気温が低下しており、数十万立方kmの氷が、北欧や北米を中心とした大陸に氷河・氷床として積み重なった。海水を構成していた水分が陸上の氷となったため、海水量が減少したことに加え、水温が低いためにその体積も収縮したため、海面は約120m低下、サンゴ礁は地上に取り残され、海岸線は現在よりも沖へ遠くなった。この海水準が最も低下した時代、陸で繋がったアジアとアラスカの間（ベーリング陸橋）を通って北アメリカに人類が移住したと信じられている。

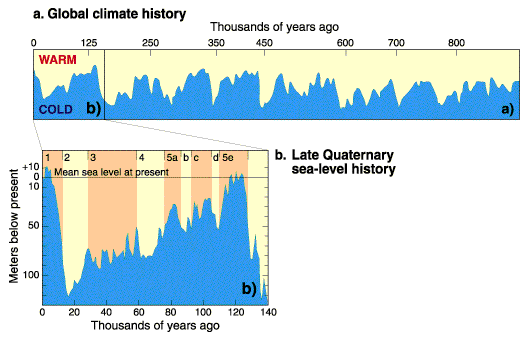
海水準変動と気温変化。横軸は千年、縦軸は現在と比較した相対的な海水準。上は過去90万年、下は過去14万年。

およそ12万年前のひとつ前の間氷期、短い間だが海水準が今日よりも約6m高かった時期があった。その証拠はバハマの崖に沿って波に刻まれたノッチ（隆起サンゴ礁の海岸の根元が、波の力や海中生物により長い年月をかけて削られた地形）の存在である。また、イギリス領西インド諸島にある西カイコス島沿岸の南西部には、更新世のサンゴ礁が現在の海水準より3m高い位置に残されているという事実もある。これらの海水面に沈んでいたはずのサンゴ礁や古サンゴ海岸堆積物は、そのサンゴ礁が成長できる十分な時間海水準が高かったことを示す（この上昇した分の海水が、融解した南極氷床由来なのかグリーンランド由来なのかはまだわかっていない）。このように過去の海水準の位置を示す似たような証拠は、世界で豊富に見つかっている。
また、水分の蒸発に際しては、大気・海洋の酸素の同位体比（δ18O）も変化する。海水が蒸発する時、より軽い酸素（16O 
）で構成される水分子の割合が水蒸気中に多くなり、蒸発した水蒸気が降雪して氷床に固定されると海水中には重い酸素（18O）を持つ水分子の割合が高くなる。つまり、酸素同位体比の変動は、気温の変動および大陸氷床の量を示すものとなる。氷床や堆積物のコア、珊瑚礁化石などに含まれている酸素の同位対比を解析することによって「氷床規模の変化＝地球規模の海水準の変化」として連続的に明らかにすることが可能となっている。

## 海水準変動の原因
全地球規模の平均海水準は、固体である地殻表面の形状と液体である全海水の体積により定まる。例えば近年の地球温暖化問題で考慮すべき数千年から数万年の時間スケールでは地殻形状変化は小さいと考えられるので、海水準の変動のほとんどは全海水の体積変化によると見なせる。そして全海水の体積変化は、全海水量の変化と、温度による体積変化すなわち熱膨張の効果の2つからなる。全海水量の変化は主に陸上の氷との相互変換による。流氷や北極海の氷山のように海面に完全に浮いている氷は、融解しても全海水の体積を変えないので、正確には全海水量とは液体である海水と完全に浮いている氷との合計量というべきである。

長い時間軸では海洋の形の変化と陸海分布も海水準を決める要因になる。また地球内部から地表への水の出入りによる、地表水の全質量の変化が要因となることもある。

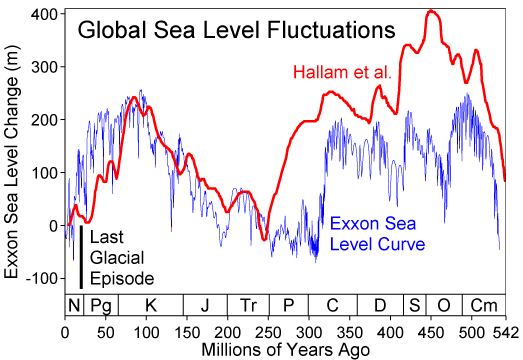
過去5億年の海水準の復元（2つの研究結果）。黒い棒線で示しているのが最後の氷期・間氷期の変動。ほとんどの地質時代で、長い時間の平均の海水準は現在よりも高いことに注目。縦軸は現在と比較した相対的海水準。横軸は単位百万年および地質区分。

地球の長い歴史の間では、大陸移動により陸の配置が現在とはかなり違った形状であった。またプレートテクトニクスの観点からは、海洋プレートの生産が活発になると海洋底が拡大するため（現在のインド亜大陸とユーラシア大陸のように大陸同士の衝突も起きた場合）海洋の面積が増え、相対的に海水準が低くなるという説もある。

大陸地殻が極付近に大量に集まった時代は、堆積物の記録から氷期の間著しく海水準が低かったことがわかる。これは極域の陸上には雪や氷が集積できるからである。陸塊が赤道付近に密集している時期には、氷期（寒冷期）が海水準に与える影響は小さい。しかしほとんどの地質時代、長期間の平均的な海水準は現在より高い（グラフ参照）。例えば、白亜紀（グラフの記号では"K"）には現在よりも200m以上高い時期があったことがわかる。現在よりも平均的な海水準が低かったのは、2億5千万年前のP-T境界（ペルム紀／三畳紀境界）付近の間のみである。
過去数百万年の新生代氷河時代における氷期-間氷期サイクルでは、海水準は100m以上の変動を示している。主に海から蒸発した水が（ほとんどは北半球で）氷床として固定され成長する時に海水準が低下、後退するときに融解水が海洋に供給されることによって海水準が上昇するからである。現在のグリーンランドと南極の氷床が溶けると、海水準はおよそ80m上昇すると予測されている。

## 日本で知られている海水準の上昇期
第四紀後期と完新世に起きた大規模な海水準の上昇（海進現象）が、日本列島でも知られている。一つ前の間氷期（エーミアン間氷期）の時に起こったのが下末吉海進、現在の間氷期になってから起きた6000年前のものが縄文海進。8世紀から12世紀にかけてのものが平安海進（ロットネスト海進）と呼ばれている。縄文時代後期から古墳時代初頭にかけて海水準の低い時期の可能性があり、北陸海退が提唱されている。
ローズ・フェアブリッジ教授（en）の海水準曲線によると、8世紀初頭の海水面は、現在の海水面より約1メートル低かった。10世紀初頭には現在の海水面まで上昇した。11世紀前半には現在の海水面より約50センチメートル低くなった。12世紀初頭に現在の海水面より約50センチメートル高くなった。『更級日記』で真野の長者の家（現千葉県市川市）が水没した原因はこの海進であるとされる。またこの頃、ヨーロッパは中世の温暖期であった。
その後、海水面は14世紀後半のパリア海退により、現在の海水面から1メートル以上低くなった。16世紀中頃の中世海進により上昇したが、それでも現在の海水面よりは低かった。江戸時代は現在の海水面より約50センチメートル低く、小野忠煕は江戸海退と呼んだ。このパリア海退から江戸海退の時期は小氷期とされる。

## 最終氷期以降の海水準変動
過去12万年の海水準変動のグラフを見ると
- およそ2万年前の最終氷期以降、海水準は大規模氷床の融解の結果120m以上上昇した（年平均6mm）。
- 急激な海水準の上昇が1万5千年前から6千年前までの間に起こり90m（上昇率は平均10mm/年）上昇した。現在から過去2万年を平均すると3mm/年である（急激な変化を除く）。
- 約1万4千200年前の前後500年間ほどで、融解水のパルス（Meltwater Pulse 1A、mwp-1A), という重要な出来事が起こった。この時海水準はおよそ20m上昇し、上昇率はおよそ40mm/年である。
近年の研究では北半球のヤンガードリアス期よりも早く南半球に寒冷化の影響が現れており（Huelmo/Mascardi Cold Reversal）、寒冷化は南極の融解水を主な原因として南から北へ伝わったということを示している。
- 地質学的データから、世界的な海水面は過去6千年間（人類が文書記録を残すようになるずっと前）、徐々に現在のレベルまで上昇。平均でおよそ0.5mm/年、過去3千年間は平均して0.1-0.2mm/年のペースで上昇した。
- なお、ローマ時代の文献からは、イタリアでは紀元後数百年は海水準は安定していたということがわかっている。

英語版Sea level rise 12:18, 29 Mar 2005 より、地質時代の部分を抜粋・翻訳・再編集・加筆した。